# Manuela Tîrneci
Manuela Tîrneci (n. 26 februarie 1969) este o fostă atletă română, specializată în aruncarea discului.

## Carieră
Sportiva a fost de patru ori campioană națională, în 1990, 1991, 1994 și 1998. Primul rezultat notabil pe plan internațional a fost locul opt la Campionatul Mondial de Juniori din 1988.
La Campionatul European din 1990 atleta a obținut locul 13. Anul următor, a participat la Campionatul Mondial. În 1992 an a participat la Jocurile Olimpice de la Barcelona dar nu a reușit să se califice în finală. În anul 1994 ea a cucerit medalia de argint la Jocurile Francofoniei în urma compatrioatei Nicoleta Grasu.
Recordul personal este 66,16 m, stabilit la Snagov în 1992.

## Realizări
| An   | Competiție                              | Locație             | Loc | Note  |
| ---- | --------------------------------------- | ------------------- | --- | ----- |
| 1988 | Campionatul Mondial de Juniori (sub 20) | Sudbury, Canada     | 8   | 53,28 |
| 1990 | Campionatul European                    | Split, Iugoslavia   | 13  | 52,68 |
| 1991 | Campionatul Mondial                     | Tokio, Japonia      | 22  | 55,62 |
| 1992 | Jocurile Olimpice                       | Barcelona, Spania   | 16  | 59,44 |
| 1993 | Campionatul Mondial                     | Stuttgart, Germania | 18  | 59,50 |
| 1994 | Jocurile Francofoniei                   | Bondoufle, Franța   | 2   | 56,94 |
| 1998 | Campionatul European                    | Budapesta, Ungaria  | 17  | 64,43 |